# Seguro Popular
La Comisión Nacional de Protección Social en Salud, comúnmente llamada el Seguro Popular, fue una política pública que buscaba, a través del aseguramiento público en salud, brindar protección financiera a la población que carece de seguridad social, asegurando su acceso a servicios de salud. Era el brazo operativo del Sistema Nacional de Protección Social en Salud, y lo ejecutaban de manera descentralizada la Comisión Nacional de Protección Social en Salud, a nivel federal, y los Regímenes Estatales de Protección Social en Salud, a nivel estatal. Fue sustituido por el Instituto de Salud para el Bienestar.
En octubre de 2019 el presidente de México, Andrés Manuel López Obrador, anunció que desaparecería el Seguro Popular y este sería reemplazado por un nuevo organismo llamado INSABI (Instituto Nacional de Salud para el Bienestar), que entró en funciones el 1 de enero de 2020.

## Antecedentes

### Sistema de Salud en México
El Seguro Popular se insertó en el Sistema Nacional de Salud [SNS] de México, compuesto por la seguridad social, los servicios públicos y los servicios privados. Desde su nacimiento el sistema ha separado a la población con derechos sociales definidos —“derechohabientes”— de aquellos sujetos a la acción asistencial del Estado —“población abierta”. Los servicios, la calidad, el financiamiento y los proveedores han sido distintos para ambos segmentos y, por lo tanto, han presentado inequidades. Esto se debe a la informalidad del mercado laboral del país que deja sin seguridad social a más de la mitad de los trabajadores y sus familiares.
Según Flamand y Moreno, antes de la creación del Seguro Popular, el SNS se caracterizaba por presentar las siguientes insuficiencias:
- inequidades regionales en la cobertura y la calidad de los servicios,
- la evaluación del desempeño de los estados o sus necesidades reales no se consideraban para distribuir los recursos,
- no existían mecanismos de evaluación o de rendición de cuentas.

Además, según González-Pier, et al., la creación del Seguro Popular respondió a los siguientes desequilibrios financieros:
- gasto general en salud bajo,
- predominio del gasto privado, principalmente de bolsillo,[4]
- asignaciones injustas de recursos públicos entre las poblaciones con y sin seguridad social, así como entre estados;,
- inequidades en las aportaciones estatales al financiamiento de la salud y baja inversión en recursos como equipo e infraestructura.

### Diseño y creación del Seguro Popular
El diagnóstico realizado por el Programa Nacional de Salud [Pronasa] 2000-2006 resumió en tres los retos a los que se enfrentaba el SNS para lograr mejorar las condiciones de salud de la población:
- equidad para abatir los rezagos y desigualdades,
- calidad para solucionar la heterogeneidad en los servicios y
- protección financiera para más de 50 millones de mexicanos que no contaban con seguridad social.

En otras palabras, su principal objetivo es garantizar el acceso integral a los servicios públicos de salud para todos los mexicanos bajo un esquema de aseguramiento sin distinción de su condición social, laboral y económica. El Seguro Popular fue concebido como una manera de atender estos retos a través de las siguientes acciones:
- brindar protección financiera a la población que carece de seguridad social a través de la opción de aseguramiento público en materia de salud,
- crear una cultura de pago anticipado y
- disminuir el número de familias que se empobrecen anualmente al enfrentar gastos en salud.

            En pocas palabras, su principal objetivo es garantizar el acceso integral a los servicios públicos de salud para todos los mexicanos bajo un esquema de aseguramiento sin distinción de su condición social, laboral y económica.    
Un actor que tuvo amplia participación en la creación del Seguro Popular fue el doctor Julio Frenk Mora, quien, pese a la oposición que enfrentó por parte del IMSS, logró que la protección financiera se reconociera como uno de los tres retos fundamentales del Pronasa 2000-2006. A partir de ello, impulsó el consenso entre diversos actores políticos hasta que se aprobó en 2003 la reforma a la Ley General de Salud con 73 por ciento de votos a favor en la Cámara de Diputados y con 94 por ciento en el Senado, lo cual significa que el Seguro Popular nació con amplio respaldo político. La reforma de la Ley General de Salud de 2003 creó el Sistema de Protección Social en Salud (SPSS), cuyo brazo operativo es el Seguro Popular en Salud, que en 2002 había iniciado como un programa piloto que operó en cinco estados. Para 2004, cuando entró en vigor la reforma, ya operaba en 24 estados.

## Implementación

### Estructura[1]
Desde su origen, el Seguro Popular se concibió como una política pública descentralizada basada en la coordinación intergubernamental, combinando el financiamiento federal y la provisión descentralizada en los sistemas de salud de las entidades federativas.

#### Comisión Nacional de Protección Social en Salud
La Comisión Nacional de Protección Social en Salud [CNPSS], órgano desconcentrado de la Secretaría de Salud, coordina la implementación del Seguro Popular. Sus funciones más importante son:
- definir los criterios de afiliación al sistema,
- integrar el padrón de afiliados,
- administrar los recursos financieros,
- establecer una política en materia de medicamentos;
- establecer una política en materia de medicamentos,
- evaluar el desempeño de la política y
- coordinar las acciones de las instancias que operan el Seguro Popular en los estados.

##### Comisionados nacionales
- (2004-2006) Juan Antonio Fernández Ortiz
- (2007-2009) Daniel Karam Toumeh
- (2009-2011) Salomón Chertorivski Woldenberg
- (2011-2012) David García Junco Machado
- (2012-2017) Gabriel O'Shea Cuevas
- (2017-2019) Antonio Chemor Ruiz
- (2019) Ivonne Cisneros Luján

#### Régimen Estatal de Protección Social en Salud
La implementación del Seguro popular es responsabilidad de los gobiernos estatales a través de los regímenes estatales de protección social en salud [REPSS]. Estas estructuras están encargadas, por un lado, de gestionar y administrar los recursos financieros del sistema —incluida la afiliación de beneficiarios y la integración del padrón— y, por otro, coordinar y garantizar la prestación de los servicios.
La forma en que los RESPSS desempeñan sus funciones depende del grado de autonomía y de la denominación jurídica que cada estado les otorgó. Los REPSS de 23 estados pertenecen a la estructura de sus organismos públicos descentralizados —servicios estatales de salud— ya sea como unidad administrativa, dirección de área o dirección general. En siete estados los REPSS dependen de los servicios estatales de salud como órganos administrativos o públicos desconcentrados. Solo en dos casos, Baja California y Veracruz, los REPSS tienen un grado mayor de autonomía, pues se instituyeron como organismos públicos descentralizados.

### Financiamiento
El Seguro Popular cambió la lógica del financiamiento de los servicios de salud de dos formas. Primero, abandonó el modelo de financiamiento a la oferta y, en su lugar, financia la demanda mediante el aseguramiento. En lugar de asignar los recursos a las entidades para la prestación de servicios en función de la infraestructura médico‐hospitalaria instalada, como había ocurrido  históricamente,  el nuevo  modelo  distribuye los  recursos financieros en función del número de individuos afiliados.
           En segundo lugar, estableció con claridad cómo se integrarían los recursos para su implementación, provenientes de tres principales fuentes, cuyos montos se establecen de manera precisa en la Ley General de Salud:
- la cuota social [CS], que corre a cargo del gobierno federal y equivale a 3.92% del salario mínimo general diario para la Ciudad de México por cada individuo afiliado;
- la aportación solidaria [AS] que se divide en aportación solidaria estatal [ASE] y aportación solidaria federal [ASF].  La ASE por persona afiliada debe ser al menos equivalente a la mitad de la CS, lo cual permite que los estados aporten más si así lo desean. La ASF por persona debe representar, al menos, una y media veces el monto de la CS; y
- las cuotas individuales que los asegurados pagan de manera anticipada y progresiva, en función del nivel de ingresos de los individuos. Se exenta de este pago a aquellas personas que pertenecen a los cuatro deciles más bajos de ingreso. En la práctica, sin embargo, casi ninguna persona afiliada contribuye, pues se les ha registrado en estos deciles toda vez que el incentivo de los estados es afiliar al mayor número de personas para recibir mayores recursos del gobierno federal.

### Afiliación
La afiliación implica integrar a la población objetivo —las personas que no sean derechohabientes de las instituciones de seguridad social— al padrón de beneficiarios del Sistema de Protección Social en Salud. La CNPSS establece los lineamientos generales para hacerlo, pero corresponde a los módulos de afiliación y orientación [MAO] de los REPSS identificar e incorporar beneficiarios, promover y difundir el Seguro Popular, así como integrar y actualizar el padrón de beneficiarios.
La tasa anual de afiliación durante el periodo 2004-2011 fue, en promedio, de 5.4 millones de nuevos asegurados por año. La cobertura universal, fijada en 51.3 millones de personas, se logró en 2012, año en el que el número de afiliados alcanzó los 52.7 millones. Ahora, el reto para los MAOs y las brigadas es la reafiliación, cada tres años. Este proceso es complejo porque, en general, los afiliados no están interesados en realizar este trámite y, si no se reafilian, los recursos transferidos vía Seguro Popular disminuirían para los gobiernos estatales.
Como los recursos financieros se asignan a las entidades por persona afiliada, la construcción, la validación y la actualización de padrón de beneficiarios del SPSS son de crucial importancia. Según Flamand y Moreno, en la práctica, aun con variaciones entre las entidades, la afiliación y la re-afiliación han sido procesos muy exitosos debido al incentivo económico que implican.

### Provisión de Servicios
El Seguro Popular se diseñó para financiar los servicios personales de salud divididos en tres carteras de servicios: el Catálogo Universal de Servicios de Salud [CAUSES], un conjunto básico de intervenciones de primer y segundo nivel –atención ambulatoria y hospitales generales–, el Fondo de Protección contra Gastos Catastróficos [FPGC], un paquete de atención de tercer nivel de alto costo y el Seguro Médico siglo XXI [SMSXXI], antes llamado “Seguro popular  para una Nueva Generación”, que se otorga a todos los niños de entre cero a cinco  años de edad. Los afiliados al Seguro Popular reciben estos paquetes de servicios de salud sin desembolsos al momento de obtener la atención médica, atacando el gasto de bolsillo y, sobre todo, disminuyendo el gasto catastrófico.
El CAUSES de 2018 contemplaba 287 intervenciones de los dolores y padecimientos, el FPGC 61 intervenciones de un grupo de ocho enfermedades que se consideran empobrecedoras —cáncer cérvico-uterino, cáncer de mama, cáncer de niños y adolescentes, trasplante de médula ósea, cuidados intensivos neonatales, trastornos quirúrgicos congénitos  y adquiridos, cataratas  y VIH/SIDA— y el SMSXXI 149 intervenciones relacionadas con enfermedades infantiles adicionales a las cubiertas por las otras dos carteras.
Los REPSS se encargan de coordinar y garantizar la prestación de los servicios a los asegurados, para lo que suscriben convenios de provisión tanto con los servicios estatales de salud, en los que recae la mayoría de la provisión, como con otros establecimientos de atención médica: de otros estados, de la seguridad social o, inclusive, privados.

## Evaluación y crítica
Estos son algunos logros que ha tenido el Seguro Popular:
1. Con el Seguro Popular el dinero se alinea a la demanda por servicios [a los pacientes] y no con la oferta, lo cual contribuye a equilibrar la distribución de recursos entre las regiones. El programa también ha promovido una mayor equidad en el gasto público entre los asegurados y los no asegurados. Mientras que en 1994 más de 80 por ciento del gasto público se destinaba a la población con seguridad social, en 2013 se redujo a 55.7 por ciento; es decir, ahora, los no asegurados reciben 44.3 por ciento del gasto público en salud.[4]
2. Mejoró la protección financiera de sus afiliados, uno de sus principales objetivos. Según datos de la OECD, el nivel de gasto de bolsillo por motivos de salud en México se redujo de 52.9 por ciento en 2004 a 49 por ciento en 2011. Diversos trabajos han mostrado que esta reducción puede atribuirse al Seguro Popular.[10]
3. La iniciativa ha contribuido a incrementar la utilización de los servicios de salud entre los afiliados, sobre todo entre los más pobres. En consecuencia, indicadores como la tasa de mortalidad infantil han experimentado reducciones significativas entre las personas afiliadas.[11]

La afiliación ha sido un proceso que se ha llevado a cabo de manera muy cuidadosa y sistemática debido a la eficacia del esquema de incentivos diseñado para motivar a los implementadores a llevarla a cabo. El financiamiento también puede considerarse relativamente efectivo porque ha contribuido al aumento de la afiliación a Seguro, pero también porque ha mitigado desequilibrios históricos entre los asegurados y los no asegurados. Finalmente, la provisión de los servicios es el aspecto más débil de la política, debido a que su implementación ha quedado en manos de servicios estatales de salud que se caracterizan por tener capacidades muy heterogéneas para cumplir con las funciones propias de cualquier sistema de salud.
Pese a sus logros, Seguro Popular tiene una enorme deuda con la sociedad mexicana en cuanto a la oportunidad y la calidad de sus servicios. En este tema es crucial considerar, sin embargo, que la provisión no es responsabilidad del gobierno federal, sino de los estatales. Seguro Popular ha tenido que operar a través de la red de servicios estatales de salud heredados del proceso de descentralización de la década de los noventa, los cuales se convirtieron en los principales proveedores. La gran heterogeneidad que caracteriza a los sistemas estatales de salud ha sido un fuerte obstáculo para mejorar la calidad de los servicios cubiertos con este programa y es un elemento que lejos de resolver los problemas de desigualdad en salud, los ha agravado en general.